# Emil Salomonsson
Emil Salomonsson (Suecia, 28 de abril de 1989) es un exfutbolista sueco que jugaba en la posición de defensa.

## Selección nacional
Fue internacional con la selección de fútbol de Suecia.

## Clubes
| Club                    | País   | Año       |
| ----------------------- | ------ | --------- |
| Ängelholms FF           | Suecia | 2007-2008 |
| Halmstads BK            | Suecia | 2008-2011 |
| IFK Göteborg            | Suecia | 2011-2018 |
| Sanfrecce Hiroshima     | Japón  | 2019-2020 |
| Avispa Fukuoka (cedido) | Japón  | 2020      |
| Avispa Fukuoka          | Japón  | 2021      |
| IFK Göteborg            | Suecia | 2022-2024 |

## Palmarés

### Títulos nacionales
| Título         | Club         | País   | Año  |
| -------------- | ------------ | ------ | ---- |
| Copa de Suecia | IFK Göteborg | Suecia | 2013 |
| Copa de Suecia | IFK Göteborg | Suecia | 2015 |